# Zorge
Zorge település Németországban, azon belül Alsó-Szászország tartományban. Lakosainak száma 984 fő (2015. december 31.). Zorge Braunlage községgel határos.

## Népesség
A település népességének változása:

| 2013 | 1 042 |
| 2015 | 984   |